# Bankeraceae
Bankeraceae es una familia de hongos del orden Thelephorales. Los taxones son terrestres y ectomicorrízicos con especies de plantas de familias como Pinaceae o Fagaceae. La familia fue delimitada por Marinus Anton Donk en 1961. Según una estimación de 2008, la familia contiene 6 géneros y 98 especies.

## Géneros
Esta familia contiene los siguientes géneros:
- Bankera
- Boletopsis
- Corneroporus
- Hydnellum
- Phellodon
- Sarcodon